# Mesabolivar pseudoblechroscelis
Mesabolivar pseudoblechroscelis là một loài nhện trong họ Pholcidae. Loài này được phát hiện ở Venezuela và là loài điển hình của chi Mesabolivar.